# Alfonso Rippa
Alfonso José Rippa Castro (Ciudad de México, México, 23 de junio de 1986) es  un exfutbolista mexicano. Su posición era  defensa y su último equipo fue el Club Atlético Zacatepec del Ascenso MX. A partir del 2017 es uno de los representantes del Ascenso MX en la Asociación Mexicana de Futbolistas junto a Ismael Valadéz. Actualmente es Gerente Deportivo en Club Atlante F.C.

## Clubes
| Club                          | País      | Año         |
| ----------------------------- | --------- | ----------- |
| Club América II               | México    | 2008        |
| BK Häcken                     | Suecia    | 2008 - 2009 |
| Dorados de Los Mochis         | México    | 2009 - 2010 |
| Club Atlético Central Córdoba | Argentina | 2010 - 2011 |
| Deportivo Guamúchil           | México    | 2011        |
| Club Celaya                   | México    | 2011 - 2012 |
| Querétaro FC                  | México    | 2012 - 2013 |
| Atlético San Luis             | México    | 2013 - 2014 |
| Club Irapuato                 | México    | 2014 - 2015 |
| Murciélagos FC                | México    | 2015 - 2016 |
| Potros UAEM                   | México    | 2016 - 2018 |
| CA Zacatepec                  | México    | 2018 -      |